# Percy Williams Bridgman
Percy Williams Bridgman (Cambridge, Massachusetts, 21 de abril de 1882-Randolph, New Hampshire, 20 de agosto de 1961) fue un físico y filósofo estadounidense ganador del premio Nobel de Física en 1946 por su trabajo sobre la física de altas presiones.

## Semblanza
Bridgman nació en Cambridge, Massachusetts, Estados Unidos. Ingresó a la Universidad de Harvard en el año 1900 a estudiar física, y a partir de 1910 comenzó la enseñanza en la misma universidad, ejerciendo como profesor a partir de 1919. En 1905 había emprendido la investigación de ciertos fenómenos bajo la influencia de presión. Sin embargo, debido a un malfuncionamiento de la maquinaria, modificó su máquina de presión, y el resultado fue una nueva máquina que le permitiría crear presiones por encima de 100 000 kg/cm². Esto supuso una mejora enorme respecto a la instrumentación anterior, en la cual las presiones podían alcanzar solamente hasta 3000 kg/cm². Con su nuevo dispositivo logró una gran cantidad de nuevos hallazgos, incluyendo el estudio de la compresibilidad, la conductividad eléctrica y térmica, la resistencia a la tracción y la viscosidad de más de 100 compuestos diferentes. Bridgman también es conocido por sus estudios de la conducción eléctrica en metales y propiedades de los cristales bajo el efecto de la presión. Desarrolló el sello Bridgman y es el epónimo de las ecuaciones termodinámicas que llevan su nombre, las ecuaciones de Bridgman. Realizó numerosas mejoras en su aparato de alta presión en los últimos años e intentó repetidamente, sin éxito, la síntesis del diamante.
Su libro de filosofía de la ciencia "The Logic of Modern Physics" (La lógica de la física moderna) de 1927, abogó por el operativismo y acuñó el término definición operativa. En 1938 participó en el Comité Internacional integrado para organizar los Congresos Internacionales para la Unidad de la Ciencia. También fue uno de los 11 firmantes del Manifiesto Russell-Einstein.

## Distinciones
- Bridgman fue distinguido como doctor honoris causa en diversas instituciones educativas.

- Instituto Stevens (1934).
- Harvard (1939).
- Brooklyn Polytechnic (1941).
- Princeton (1950).
- París (1950).
- Yale (1951).

- Recibió la medalla Rumford de la Academia Americana de las Artes y las Ciencias, la medalla Cresson del Instituto Franklin, la medalla Roozeboom de la Real Academia de Artes y Ciencias de los Países Bajos, el premio Comstock Prize de la National Academy of Sciences y de la Corporación de la Investigación de Nueva York. Fue miembro extranjero de la Royal Society, y miembro de honor de la Sociedad de Física de Londres.

- El cráter lunar Bridgman lleva este nombre en su honor.[5]